# Aptostichus asmodaeus
Aptostichus asmodaeus es una especie de araña migalomorfa del género Aptostichus, familia Euctenizidae. Fue descrita científicamente por Bond en 2012.
Habita en los Estados Unidos. Esta especie se nombra en referencia a Asmodeo.